# Спасов, Никола
Никола Асенов Спасов (болг. Никола Асенов Спасов; 15 декабря 1958, София, Болгария — 23 ноября 2020) — болгарский футболист и тренер.

## Игровая карьера
На серьёзном уровне Никола Спасов начал играть в футбол в «Локомотиве» из Софии. Именно в этой команде он достиг наилучших результатов, выиграв чемпионат Болгарии. Затем Спасов успешно играл за «Дунав» и «Черно море». В конце восьмидесятых форварду удалось уехать в Португалию, где болгарин результативно действовал в командах низших лиг. Но закрепиться на более серьёзном уровне у него не удалось. Завершал свою карьеру на родине Спасов в «Черно море».

## Тренерская карьера
Свою самостоятельную тренерскую карьеру Никола Спасов начал за рубежом. Несколько лет он работал с командами низших лиг Испании и Португалии. В 2004 году он вернулся на родину в «Черно море». Некоторое время Спасов входил в тренерский штаб клуба. В 2007 году он самостоятельно возглавил коллектив и уже через год он довел его до финала кубка Болгарии. В сентябре 2009 года по ходу сезона Спасов был уволен из клуба. Он уступил место наставника своему помощнику Велизару Попову.
За несколько лет болгарин трижды принимал македонскую «Брегальницу», а также работал с рядом болгарских команд низших дивизионов. В 2014 году Спасов во второй раз был назначен на пост главного тренера «Черно море». Второй заход на эту должность оказался более успешным — специалист привел клуб к победе в Кубке и Суперкубке страны. Вместе с ним он участвовал в Лиге Европы УЕФА.
В начале января 2018 года болгарский тренер возглавил казахстанский «Кызыл-Жар СК». 22 мая 2018 расторг контракт с ФК «Кызыл-Жар СК» по обоюдному согласию.
Скончался на 62-м году жизни 23 ноября 2020 года от двойной бронхопневмонии, вызванного коронавирусной инфекцией после трёх недель лечения в больнице болгарского города Монтана.

## Достижения

### Футболиста
- Чемпион Болгарии: 1977/78
- Финалист кубка Советской армии: 1985

### Тренера
- Обладатель Кубка Болгарии: 2015
- Обладатель Суперкубка Болгарии: 2015
- Финалист Кубка Болгарии: 2008

## Семья
Младший брат Спасова Юлиан (род. 1963) также являлся футболистом. Он выступал за «Черно море» и «Спартак» из Варны, «Пасуш де Феррейру» и «Лузитанию».